# Eriksen-Flanker-Test
In der Kognitionspsychologie ist der Eriksen-Flanker-Test eine Reihe von Reaktionshemmungstests, mit denen die Fähigkeit beurteilt wird, Reaktionen zu unterdrücken, die in einem bestimmten Kontext unangemessen sind. Das Ziel wird von Nicht-Zielreizen flankiert, die entweder der gleichen gerichteten Reaktion wie das Ziel (kongruente Flanker), der entgegengesetzten Reaktion (inkongruente Flanker) oder keinem von beiden (neutrale Flanker) entsprechen. Die Aufgabe ist nach den amerikanischen Psychologen Barbara A. Eriksen und Charles W. Eriksen benannt, die den Test 1974 erstmals veröffentlichten, und nach den Flankerreizen, die das Ziel umgeben. In den Tests wird einem zentralen Reiz eine gerichtete Reaktion (normalerweise links oder rechts) zugewiesen. Verschiedene Formen der Aufgabe werden verwendet, um Informationsverarbeitung und selektive Aufmerksamkeit zu messen.

## Vorgehensweise und Methode
Bei einem Eriksen-Flanker-Test werden drei Arten von Reizen verwendet:

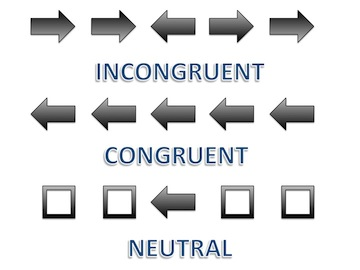
Inkongruente, kongruente und neutrale Reize werden durch Pfeile dargestellt. Dies ist das, was ein Teilnehmer in einem standardmäßigen Eriksen-Flanker-Test sehen kann.

1. Kongruenter Reiz- Flanker erfordern die gleiche Reaktion wie das Ziel und können identisch erscheinen.[2] Wird auch als kompatible Bedingung bezeichnet.
2. Inkongruenter Reiz- Flanker-Elemente erfordern die entgegengesetzte Reaktion des Ziels und werden durch unterschiedliche Symbole dargestellt.[2] Wird auch als inkompatibler Zustand bezeichnet.
3. Neutraler Reiz- Flanker-Elemente erfordern weder die gleiche Reaktion noch lösen sie Reaktionskonflikte aus.[3]

Im ursprünglichen Test, den Eriksen und Eriksen 1974 beschrieben, wurden Buchstabenreize verwendet. Die Probanden wurden angewiesen, auf bestimmte Buchstaben gerichtete Reaktionen zu geben; eine rechte Reaktion konnte beispielsweise den Buchstaben H und K zugeordnet werden und eine linke Reaktion den Buchstaben S und C. Jeder Reiz bestand aus einem Satz von sieben Buchstaben, wobei der Zielreiz in der Mitte platziert war. Beispiele für kongruente Reize wären HHHKHHH und CCCSCCC, bei denen sowohl der Zielreiz als auch die Flankenreize der gleichen gerichteten Reaktion entsprechen. Beispiele für inkongruente Reize könnten HHHSHHH und CCCHCCC  sein, bei denen der zentrale Zielbuchstabe und die Flankenreize entgegengesetzten gerichteten Reaktionen entsprechen. Dann wurden die Wahlreaktionszeiten (Choice reaction times – CRTs oder RTs) aufgezeichnet und zwischen kongruenten und inkongruenten Bedingungen verglichen.
Andere Varianten des Eriksen-Flanker-Tests verwendeten Zahlen, Farbfelder oder Pfeile als Stimuli. Und obwohl bei den meisten Eriksen Flanker Tasks die Flanker links und rechts vom Ziel angezeigt werden, können sie auch über oder unter dem Ziel oder in anderen räumlichen Ausrichtungen platziert werden. Diese Beispiele verwenden alle eine willkürliche Zuordnung zwischen Stimulus und Reaktion. Eine andere Möglichkeit ist, eine natürliche Zuordnung mit Pfeilen als Stimuli zu verwenden. So verwendeten Kopp et al. (1994) beispielsweise linke und rechte Pfeile mit Flanker-Stimuli über und unter dem Ziel. Die Flanker können Pfeile sein, die in die gleiche Richtung wie das Ziel zeigen (kongruent), in die entgegengesetzte Richtung (inkongruent) oder Quadrate (neutral). Häufiger werden Flanker in einer horizontalen Reihe angeordnet, wie Buchstabenstimuli, also wäre <<<<< ein kongruenter Stimulus und <<><< ein inkongruenter Stimulus.

## Neurologische Grundlagen

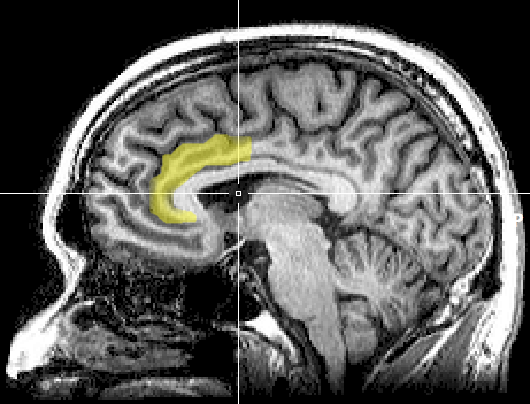
Der anteriore cinguläre Cortex (ACC) ist gelb hervorgehoben.

Wenn Versuchspersonen am Eriksen-Flanker-Test teilnehmen, wird der vordere cinguläre Kortex (anterior cingulate cortex) bzw. der ACC aktiviert. Der ACC ist eine frontale Hirnstruktur, die für eine Vielzahl autonomer Funktionen zuständig ist. Es wurde beobachtet, dass er bei der Verarbeitung inkongruenter Reize aktiver ist als bei kongruenten Reizen. Man geht davon aus, dass der ACC das Ausmaß des Konflikts in einem Eriksen-Flanker-Versuch überwachen kann. Dieser gemessene Konflikt wird dann verwendet, um das Maß an Kontrolle zu erhöhen, das der Versuchsteilnehmer im nächsten Versuch hat. Dies deutet darauf hin, dass je mehr Konflikte in Versuch n präsentiert werden, desto mehr Kontrolle wird in Versuch n + 1 ausgedrückt.
Dieser Prozess führt zu einer Interaktion, die Gratton-Effekt genannt wird. Dabei handelt es sich um die Feststellung eines geringeren Interferenzeffekts nach einem inkongruenten Versuch im Vergleich zu dem Effekt nach einem kongruenten Versuch. Bei diesem ersten Versuch (Versuch n) führt der präsentierte inkongruente Reiz zu einer Zunahme des vom ACC erkannten Konflikts. Bei Versuch n + 1 führt der erhöhte Konflikt zu mehr Kontrolle, wodurch die ablenkenden oder flankierenden Reize leichter ignoriert werden.

## Experimentelle Ergebnisse
Das Flanker-Paradigma wurde ursprünglich eingeführt, um die kognitiven Prozesse zu untersuchen, die bei der Erkennung und Wiedererkennung von Zielen in Gegenwart von ablenkenden Informationen oder „Rauschen“ eine Rolle spielen. Die Studie aus dem Jahr 1974 ergab, dass die CRT unter inkompatiblen Bedingungen signifikant höher war als unter kompatiblen. Dieser Unterschied wird als Flanker-Effekt bezeichnet.
In früheren Arbeiten wurde die visuelle Suche verwendet, aber weil diese Aufgaben ein aktives Scannen der Umgebung zur Identifizierung des Zielreizes beinhalten, war es bei diesem Versuchsaufbau schwierig, die Auswirkungen der Ablenkung von denen des Suchvorgangs zu trennen. Beim Flanker-Paradigma ist die Position des Ziels immer bekannt – es gibt keinen Suchvorgang. Trotzdem treten Interferenzen auf, so dass diese unabhängig von Suchmechanismen untersucht werden können. Eriksen und Schultz (1979) variierten zahlreiche Merkmale der Flanker-Tests, zum Beispiel Größe und Kontrast der Buchstaben oder die Verwendung von Vorwärts- oder Rückwärtsmaskierung. Sie schlugen ein kontinuierliches Flussmodell der Wahrnehmung vor, in dem Informationen für verschiedene Reizelemente parallel verarbeitet und mit der Zeit angesammelt werden, bis genügend Informationen vorhanden sind, um eine Reaktion zu bestimmen.
Neuere Arbeiten auf diesem Gebiet nutzen neurophysiologische Messungen wie Ereigniskorrelierte Potentiale oder bildgebende Verfahren wie die fMRI.

### Auswirkungen auf die Leistung
Es wurde nachgewiesen, dass eine Reihe von Faktoren die Leistung der Probanden bei Flanker-Aufgaben beeinträchtigen. Die akute Gabe von Antihistaminika oder Alkohol beeinträchtigt die CRT bei Testmessungen erheblich, ein Defizit, das sich laut Ramaekers et al. (1992) auch auf Fahrprüfungen überträgt. In der Studie wurden ein Fahrtest auf der Straße und mehrere Labortests, darunter die Buchstabenversion der Eriksen-Aufgabe, verwendet, um die Auswirkungen von zwei Antihistaminika und Alkohol auf die Fahrfähigkeit zu beurteilen. Sowohl Alkohol als auch das Antihistaminikum Cetirizin beeinträchtigten die Leistung bei den Testmessungen, und ihre Effekte waren additiv. Das nicht sedierende Antihistaminikum Loratadin hatte auf keine der untersuchten Messungen einen Einfluss. Die Pfeilversion des Flanker-Tests wurde auch als Methode zur Erkennung von alkohol- und drogenbedingten Beeinträchtigungen bei Autofahrern am Straßenrand evaluiert, was die Bedeutung selektiver Aufmerksamkeitsfähigkeiten für räumliche Fähigkeiten wie die Fahrzeugführung verdeutlicht.
Verschiedene psychiatrische und neurologische Erkrankungen beeinträchtigen auch die Leistung bei Flanker-Aufgaben. Während Probanden mit chronischer Schizophrenie bei Flanker-Aufgaben beider Erkrankungen ähnliche Leistungen zeigten wie Kontrollpersonen, haben akute Schizophrene eine deutlich höhere Reaktionszeit bei inkongruenten Flanker-Bedingungen. Dies deutet darauf hin, dass die Art der kognitiven Dysfunktion bei letzteren eine Erweiterung der selektiven Aufmerksamkeit beinhalten kann. Studien mit Parkinson-Patienten stellten ähnliche Schwierigkeiten bei der Unterdrückung falscher Reaktionsaktivierung aufgrund von Flanker-Interferenzen fest, insbesondere unter Geschwindigkeitsstress.
Umgekehrt wurde gezeigt, dass moderate körperliche Betätigung die Leistung bei Flanker-Tests verbessert, was darauf hindeutet, dass die Effizienz der kognitiven Kontrolle konstruktiv mit körperlicher Aktivität zusammenhängt.
Interessanterweise hat eine Senkung des Serotoninspiegels durch akuten Tryptophanmangel keinen Einfluss auf die Leistung bei einer Flanker-Aufgabe oder auf entsprechende EEG-Messungen, verändert jedoch die kardiale Reaktion auf inkongruente Reize, was auf eine Dissoziation zwischen kardialen und elektrokortikalen Reaktionen auf Fehler und Feedback bei der Messung kognitiver Flexibilität hindeutet.

### Auswirkung sequentieller Tests
Es ist gut dokumentiert, dass der Konflikteffekt der Flanker-Einmischung bei wiederholten Tests abnimmt, insbesondere nach inkongruenten/konfliktären Bedingungen, was als Gratton-Effekt bekannt ist. Die genaue Natur dieser sequentiellen Abhängigkeiten ist jedoch immer noch Gegenstand von Spekulationen; der Effekt kann stimulusunabhängig oder stimulusspezifisch sein, und neuere Studien legen nahe, dass der Effekt nicht ausschließlich auf Konfliktanpassung, sondern auf Formen assoziativer Bahnung zurückzuführen ist. Andere Forschungsarbeiten behaupten, dass der Gratton-Effekt vollständig eliminiert werden kann, wenn sequentielle Verzerrungen entfernt werden, und dass Konfliktanpassung nicht für irgendwelche Leistungsergebnisse verantwortlich war, was stattdessen für ein Kongruenzschalter-Kostenmodell spricht.
Der Gratton-Effekt der Konfliktanpassung ist auch in Studien zu ereigniskorrelierten Hirnpotentialen (event-related brain potentials – ERPs) gut dokumentiert, die typischerweise eine reduzierte Aktivität bei konfliktreichen Versuchen im Anschluss an andere konfliktreiche Versuche zeigen. Bemerkenswerterweise kann nach dem Entfernen verwirrender alternativer Erklärungen für Konfliktanpassung immer noch Konfliktanpassung in den ERP-Indizes beobachtet werden.  Ein Vorteil der Verwendung von ERPs ist die Möglichkeit, subtile Unterschiede in der Gehirnaktivität zu untersuchen, die in Verhaltensmaßen wie Reaktionszeiten oder Fehlerraten nicht auftauchen.

## Ähnliche Konfliktaufgaben
Es gibt drei verschiedene Arten von Konfliktaufgaben, auf die sich die Forschung weitgehend konzentriert hat. Eine davon ist die Eriksen-Flanker-Aufgabe. Alle drei Aufgaben wurden im Hinblick auf die beteiligten Kontrollprozesse im Wesentlichen als identisch angesehen. Aus diesem Grund haben Theoretiker Schlussfolgerungen und Vorhersagen zu einer Aufgabe anhand der veröffentlichten Ergebnisse zu einer anderen Aufgabe getroffen.
Eine weitere Konfliktaufgabe, die viel Aufmerksamkeit erhält, ist die Stroop-Aufgabe. In diesem Test werden die Teilnehmer aufgefordert, die Farbe eines Wortes so schnell und so genau wie möglich zu benennen. Der Trick besteht darin, dass das Wort selbst auf eine Farbe verweist. Das Wort kann entweder kongruent sein, was bedeuten würde, dass das Wort zur Schriftfarbe passt, wie das Wort „blau“ in blauer Schriftfarbe, oder es kann inkongruent sein, was bedeuten würde, dass das Wort nicht zur Schriftfarbe passt, wie das Wort „lila“ in gelber Schriftfarbe. Genau wie beim Eriksen-Flanker-Test sind die Reaktionszeit und Genauigkeit kongruenter Wörter besser als die inkongruenter Wörter.
Die dritte Aufgabe, auf die sich die Forscher besonders konzentrieren, ist die Simon-Aufgabe oder räumliche Kompatibilitätsaufgabe. Bei dieser Aufgabe wird der Reiz, entweder ein Wort, ein Buchstabe oder ein Symbol, auf der rechten oder linken Seite des Computerbildschirms angezeigt. Der Teilnehmer wird angewiesen, die rechte oder linke Taste basierend auf dem Inhalt des Reizes und nicht auf seiner Position zu drücken. Ein kongruenter Versuch könnte beispielsweise das Wort „links“ sein, das auf der linken Seite des Bildschirms angezeigt wird, während ein inkongruenter Versuch das Wort „links“ auf der rechten Seite des Bildschirms sein könnte.